# Primera División de la L.P.F.A. 1941
El torneo oficial de primera división del año 1941 organizado por la entonces La Paz Football Association (LPFA) se llevó a cabo recién entre septiembre y enero del año siguiente. El ganador de este campeonato fue el club Bolívar ganando de esta manera su quinto campeonato en la era amater del fútbol paceño. Cabe notar que se desarrolló un Campeonato relampago entre los equipos de primera división en junio y julio del año 1941, llevado a cabo por la misma LPFA y cuyo ganador fue Atlético La Paz pero que no fue contado dentro de los campeonatos oficiales. 

## Formato y desarrollo
La inauguración del remosado estadio Hernando Siles que ya contaba con césped fue motivo para que los clubes de la LPFA ambicionasen promover fechas internacionales para ganar recaudaciones que fueron muy llamativas, por lo que hubo una seguidilla de fechas amistosas con equipos internacionales (Sportiva Italiana de Iquique, Aurora de Arquipa y por sobre todo Nacional de Uruguay). Pero ante la falta de cuidado que se tuvo con el césped recién sembrado ya para abril de ese año se encontraba en pésimas condiciones, lo que obligó a que se cerrara el estadio nuevamente hasta junio, fecha en la que se llevaría a cabo el campeonato nacional (julio y agosto de ese año en La Paz), esto causó que las fechas disponibles para el campeonato oficial se acorten y motivó incluso a suspender la realización del campeonato sin fecha definida. Pese a que en el mes de abril los dirigentes resolvieron realizar el campeonato e iniciarlo el primer domingo de mayo, llegado este mes y dado que no se iniciaría vieron la necesidad de que solo se realice un único campeonato interseries en el segundo semestre del año. Sin embargo en una reunión en junio se decide realizar un Campeonato Relampago entre los equipos de primera división durante todo ese mes, sería un campeonato con eliminación directa, para que dure solo cuatro domingos. Ese campeonato se inició el 15 de junio y terminó recién el 27 de julio (otra vez por la visita de un club internacional: Universitario de Lima) lo que dejó al campeonato nacional a realizarse recién en agosto. Con todos los retrasos recién se convocó al campeonato oficial en septiembre de ese año el cual se inició el 21 de ese mes. 
El campeonato se había organizado de la siguiente manera: Los ocho equipos de la primera división se agruparían en dos series, originalmente cada serie debía jugar dos rondas, y los ganadores de cada serie debían enfrentarse en un partido final para definir al campeón y subcampeón de 1941. Sin embargo dado que los compromisos internacionales amistosos seguían realizándose, y cada vez más exitosos (sobre todo la llegada del equipo profesional de Independiente de Avellaneda) no quedó más solución que realizar un solo partido entre los equipos de cada serie para poder terminar el campeonato ese año, por lo que solo se jugó un partido entre cada uno de los equipos de las series asignadas, los ganadores de cada serie (por sumatoria de puntos) jugarían un partido definitorio para ganar el campeonato, pero aun así todo se retrasó hasta inicio del año siguiente (4 de enero de 1942), por lo que el campeonato terminó recién con el partido final el 18 de enero de ese año.
Algo destacable de este campeonato fue la incorporación del ascenso - descenso de categoría, anteriormente realizado de manera muy desprolija. Así a partir de este campeonato se establecería de manera definitiva reglamentos claros para el descenso-ascenso de la categoría inferior que era la División Intermedia y que posteriormente se llamaría Primera de Ascenso. Se definió que los clubes que terminen últimos de sus series jugarían un partido definitorio, el perdedor del mismo jugaría el partido de ascenso - descenso con el ganador del campeonato de división Intermedia del año 1941.

## Equipos y estadio
Participaron los siguientes equipos en el campeonato oficial: 

#### Serie A
Atlético Alianza, Bolívar, San Calixto y The Strongest.

#### Serie B
Atlético La Paz, Always Ready, Club Ayacucho  y Ferroviario. 
Recuerdese también que todos los partidos se jugaron en el Estadio La Paz.

## Posiciones finales

### Serie A
| Pos. | Equipo           | Pt | PJ | PG | PE | PP |
| ---- | ---------------- | -- | -- | -- | -- | -- |
| 1.   | Bolívar          | 5  | 3  | 2  | 1  | 0  |
| 2.   | Atlético Alianza | 4  | 3  | 1  | 2  | 0  |
| 3.   | The Strongest    | 3  | 3  | 1  | 1  | 1  |
| 4.   | San Calixto      | 0  | 3  | 0  | 0  | 3  |

Pts = Puntos; PJ = Partidos Jugados; G = Partidos Ganados; E = Partidos Empatados; P = Partidos Perdidos
|  | Ganador de la serie, pasa a jugar el Partido definitorio. |

### Serie B
| Pos. | Equipo          | Pt | PJ | PG | PE | PP |
| ---- | --------------- | -- | -- | -- | -- | -- |
| 1.   | Ferroviario     | 6  | 3  | 3  | 0  | 0  |
| 2.   | Always Ready    | 3  | 3  | 1  | 1  | 1  |
| 3.   | Atlético La Paz | 2  | 3  | 0  | 2  | 1  |
| 4.   | Ayacucho        | 1  | 3  | 0  | 1  | 2  |

Pts = Puntos; PJ = Partidos Jugados; G = Partidos Ganados; E = Partidos Empatados; P = Partidos Perdidos
|  | Ganador de la serie, pasa a jugar el Partido definitorio. |

## Partido definitorio
| 18 de enero de 1942, 15:30 (UTC-4) | Bolívar | 4:1 | Ferroviario | Estadio La Paz, La Paz |  |

## Campeón
Tras ganar el partido definitorio  el club Bolívar se declaró campeón de la Primera División de la La Paz Football Association de 1941, obteniendo de esta manera su 5° título en esta división y en tercero de manera consecutiva en la era Amateur del fútbol paceño.
|                                                    |
| Primera División de la LPFA 1941 Bolívar 5º Título |

## Descenso - Ascenso
Este será el primer campeonato debidamente reglamentado donde la división inferior (división intermedia que el siguiente año pasará a llamarse primera de ascenso) deberá ascender a su campeón a la primera división y el último de aquella descendería a esta. Para ello se procedió a establecer los campeonatos de reservas, donde participarían los equipos de divisiones inferiores de clubes que ya contaban con un equipo en la división privilegiada, así que en la división de ascenso no podían participar las divisiones inferiores de esos clubes, lo que habilitó la dinámica del ascenso y descenso de categoría.
Por ello el mismo día del partido definitorio del campeonato (18 de enero) como partido previo jugaron los últimos de ambas series para definir al equipo que descendería.

### Definición del equipo al partido por el descenso de categoría
| 18 de enero de 1942, 14:00 (UTC-4) | Ayacucho | 2:1 | San Calixto | Estadio La Paz, La Paz |  |

Por lo que el equipo de Ayacucho mantuvo la categoría, mientras que San Calixto debía jugar 
el partido por el ascenso - descenso de categoría con el ganador de la división intermedia de 1941 que fue el club Northen.

### Partido por el ascesno - descenso de categoría
| 8 de febrero de 1942, 15:30 (UTC-4) | Northen | 1:0 | San Calixto | Estadio La Paz, La Paz |  |

Con lo que Northen asciende a primera división y San Calixto desciende a la futura primera división de ascenso. 